# گدیک‌لی (گول‌باشی)
گدیک‌لی (به ترکی استانبولی: Gedikli) یک منطقهٔ مسکونی در ترکیه است که در گول‌باشی واقع شده‌است.